# Rogowo, Hạt Białogard
Rogowo [rɔˈɡɔvɔ] (trước đây là Rogello của Đức) là một ngôi làng thuộc khu hành chính của Gmina Białogard, thuộc quận Białogard, West Pomeranian Voivodeship, ở phía tây bắc Ba Lan. Nó nằm khoảng 5 kilômét (3 mi) về phía đông nam của Białogard và 113 km (70 mi) về phía đông bắc của thủ đô khu vực Szczecin.
Trước năm 1945, khu vực này là một phần của Đức. Đối với lịch sử của khu vực, xem Lịch sử của Pomerania.
1. ↑  "Central Statistical Office (GUS) - TERYT (National Register of Territorial Land Apportionment Journal)" (bằng tiếng Ba Lan). ngày 1 tháng 6 năm 2008.